# 小野卓司
小野 卓司（おの たくし、1949年9月27日 - ）は、NHKの元エグゼクティブアナウンサー（2009年10月以降は定年延長を利用して嘱託職）。

## 人物、挿話
広島県出身。広島県立因島高等学校、関西大学を卒業後、1973年入局。勤務先の各地では主に報道番組に携わってきた。
嘱託職となった現在においても、後方支援で各地の放送局へ出張するなど、精力的に活動している。

## 現在の出演番組
- NHKラジオニュース （土曜夜7時55分関東甲信越の気象情報と夜8時 - 日曜深夜2時・日曜朝8時の定時ニュース・8時55分全国気象情報担当）、夜間の緊急報道対応

## 過去の出演番組
- NHKニュース11（1995年8月14日 - 18日、12月25日 - 28日）松平定知の代理
- NHKニュース7（1996年1月1日 - 3日、6月22日 - 23日、29日〜30日、1997年8月2日 - 3日、12月27日 - 31日）森田美由紀・宮田修の代理
- イブニングネットワーク（1995年11月30日）杉浦圭子の代理
- NHKニュース7 ニュースリーダー（1994年7月 - 1995年度）
- 正午のニュース（土日）（1996年度・1997年度）
- 原爆関連番組（制作、広島局）
- 九州沖縄一本勝負（福岡局）
- ラジオあさいちばん（2001年6月18日 - 2007年6月）
- FMリクエストアワー（神戸局）
- 私も一言!夕方ニュース（2009年8月3日 - 7日、2011年9月8日 - 9日）
- 着信御礼!ケータイ大喜利（2012年2月18日、9月1日）
- 日本の民謡司会（2011年4月放送分 - ）
- ピタゴラスイッチ「新しい生物（せいぶつ）」ナレーション（2010年 - ）
- 仕事学のすすめ 語り（2011年6月 - ）
- NHKジャーナルメインキャスター（2011年6月6日 - 2012年3月）
- 100分de名著 語り（2011年9月）
- 新日本風土記（ナレーション）
- もういちど、日本（ナレーション）
- ラジオニュース(水曜日 午前11時30分のニュース 12時15分関東地方のニュース 午後1時・3時・4時・5時のニュース 2021年度まで)
- NHK BSニュース